# Tor (série de televisão)
Tor é uma série documental do gênero true crime criada por Carles Porta para a Televisió de Catalunya com base no livro Tor. Tretze cases i tres morts, do mesmo autor. Teve sua estreia em 29 de abril de 2024 e contou com oito capítulos de 50 minutos. O orçamento total foi de  800.000 euros.

## Argumento
Tor se baseia no livro Tor. Tretze cases i tres morts, de Carles Porta, publicado em 2005. Os inícios da produção do livro remontam à época em que, oito anos antes, o jornalista de Lleida produziu para o programa 30 minuts da TV3 um documentário intitulado Tor, la muntanya maleïda. O livro trata do conflito entre as famílias da localidade de Tor, situada no município de Alins, na fronteira com a Andorra. O conflito nasceu a partir da disputa pela herança da montanha de Tor.
A história de Tor também já havia sido tema de um podcast da Catalunya Ràdio em 2018 sob o mesmo título que o livro que lhe serviu de base, Tor. Tretze cases i tres morts.

## Créditos

### Intervenções
- Carles Porta, narrador da série documental
- Xavi Carbonell, hippie de Tor (Episódios 1, 2 e 4)
- Gregori d'Aulèstia, hippie de Tor (Episódios 1, 2, 4 e 5)
- Paco Viñuela, especialista forense (Episódios 1 2)
- Pilar "Sisqueta", propietária da Casa Sisqueta (Episódios 1[a], 2 e 5)
- Carles Badia, secretário judicial (Episódio 1)
- Josep M. Aixàs i Montané, sobrinho de Sansa (Episódios 1 e 4)
- Àlex Aguilera Asensio, hippie de Tor e irmão de Miquel (Episódios 1, 2 e 4)
- Pilar "Pili" Tomás, filha da Sisqueta e atual propietária da Casa Sisqueta (Episódios 1, 2, 3, 4 e 5)
- Marisa Llimiñana, advogada de Miquel Aguilera (Episódios 1 e 3)
- Montserrat Pedrico, especialista forense (Episódio 2)
- Jaume Ribes, advogado de Mont e Marli (Episódio 2)
- Francesc Sapena, advogado da família Sansa (Episódio 2)
- Josep Maria Tamarit, magistrado suplente (Episódio 2)
- Joan Betriu, advogado de Palanca (Episódio 3)
- Pablo Moreno, irmão de Lázaro e proprietário atual da Casa Palanca (Episódios 3 e 4)
- Josep Llor, ferreiro (Episódio 3)
- Josep Maria Sarroca, morador de Tor e proprietário da Casa Cerdà (Episódios 3, 4 e 5)
- Miquel Montané Baró, irmão de Sansa (Episódios 3 e 4)
- Josep Calvet, historiador (Episódio 3)
- Fernando Bueno, advogado de Palanca (Episódio 3)
- Victorià Jubany Llados, ex-prefeito de Alins (Episódio 4)
- Jordi Giner, sobrinho de Sansa (Episódio 4)
- Maria Àngels Nadal, viúva de Josep Miserachs (Episódio 4)
- Jordi Miserachs, filho de Josep Miserachs e Maria Àngels Nadal (Episódio 4)
- Miquel Moncunill, amigo da familía Miserachs (Episódio 4)
- Marc Forner, ex-chefe de governo de Andorra (Episódio 5)
- Josep Pau, ex-deputado de Lleida (Episódio 5)
- Hugh Garner, cônsul britânico em Andorra (Episódio 5)
- Diego Soriano, guarda-civil de Tírbia (Episódio 5)
- Josep Garcia "Castanyeta", amigo de Palanca (Episódio 5)
- Sol Elbaz, intérprete e secretária de Watton (Episódio 5)
- Josep Serra, fundador da Estação de esqui de Arinsal (Episódio 5)
- Josep Maria Cordellana, diretor-adjunto de Arinsal (Episódio 5)
- Joaquín Hortal, advogado de Ruben Castañer (Episódio 5)
- Ricardo Gómez de Olarte, último advogado de Sansa (Episódio 5)
- Amanda Castañer, filha de Ruben (Episódio 5)

### Menções e imagens de arquivo
Personagens importantes no caso, que aparecem na série documental sem ser creditados:
- Josep Montané Baró "Sansa", cacique de Tor e dono único da montanha
- Jordi Riba "Palanca", grande cacique de Tor e inimigo de Sansa
- Lázaro Moreno, capataz de Palanca, namorado de Pili e irmão de Pablo
- Miquel Aguilera Asensio, morador de Tor e inquilino de Sansa
- José Mont Guitart, secretário de Sansa
- Antonio Gil José, mestre de obras e possível testemunha do assassinato de Josep Montané Baró "Sansa"
- Marlene Pinto Gomes, esposa de José Mont Guitar
- Rosendo Montané Baró, irmão de Sansa
- Ruben Castañer, ex-agente imobiliário andorrano
- Josep Pujol "Coié", contrabandista
- “Lazarillo” Moreno, filho de Lázaro Moreno

## Episódios
| No. | Título                | Diretor      | Roteirista   | Exibição            | Audiência       |
| --- | --------------------- | ------------ | ------------ | ------------------- | --------------- |
| 1   | "Um cadáver em Tor"   | Carles Porta | Carles Porta | 29 de abril de 2024 | 359.000 (18,0%) |
| 2   | "Os hippies de Tor"   | Carles Porta | Carles Porta | 6 de maio de 2024   | 387.000 (20,3%) |
| 3   | "Palanca"             | Carles Porta | Carles Porta | 13 de maio de 2024  | 220.000 (12,2%) |
| 4   | "Os Sansa"            | Carles Porta | Carles Porta | 20 de maio de 2024  | 439.000 (22,5%) |
| 5   | "Ruben e os ingleses" | Carles Porta | Carles Porta | 27 de maio de 2024  | 406.000 (21,3%) |
| 6   | "A data da morte"     | Carles Porta | Carles Porta | 3 de junho de 2024  | 352.000 (18,6%) |
| 7   | "Os contrabandistas"  | Carles Porta | Carles Porta | 10 de junho de 2024 | 314.000 (17,6%) |
| 8   | "Fogo aceso""Epílogo" | Carles Porta | Carles Porta | 17 de junho de 2024 | 453.000 (23,1%) |

Cerca de 2.930.000 expectadores acompanharam os capítulos durante a sua exibição televisiva na TV3. A média dos oito episódios foi de 367.000 expectadors, com uma média de 19,2% de share.

### Resumo dos episódios
Episódio 1: Em 30 de julho de 1995, Josep Montané, conhecido publicamente como Sansa, apareceu morto em sua casa em Tor. Apenas cinco meses antes, o juiz de Tremp o havia nomeado único dono de toda a montanha de Tor, coisa que não agradou os demais coproprietários, membros das treze famílias que tinham casa no povoado. Miquel Aguilera, que viveu durante um tempo com a vítima e lhe serviu de capataz, foi prontamente apontado como autor do crime por ter sido ouvido, em tempos recentes, ameaçando a vítima de morte.
Episódio 2: Tor era cenário de um faroeste sem xerife. Ao ser nomeado único dono de toda a montanha, Sansa recrutou um exército de perdulários a quem todos chamavam hippies. Deixava-os viver em cabanas em sua propriedade. Viviam bebendo, fumando e comendo restos. Sansa prometia o mesmo a todos. Três meses depois do crime, uma testemunha acusou um desses perdulários de ser o culpado. Estaria o assassino entre os hippies de Tor?
Episódio 3: Em Tor, havia dois grupos liderados por dois caciques: Sansa e Palanca. Já há décadas, brigavam entre si pelos direitos de posse sobre a montanha. Os Sansa acusavam os Palanca de terem perdido seus direitos sobre a terra porque não viviam o ano todo no povoado e porque, nos anos 1940, quando havia sido aberta a estrada de Alins a Tor, os Sansa já haviam convencido os demais habitantes do povoado de que os Palanca não teriam direito a cobrar pelo uso da madeira. No final dos anos 1970, o grupo de Sansa arrendou a montanha para a construção de uma estação de esqui. Jordi Riba (Palanca) liderou por muitos anos a oposição aos Sansa e a tudo aquilo que significasse a transformação da montanha. O fogo da disputa se acendia cada vez mais. Quando Sansa apareceu morto, o primeiro suspeito de todos foi Palanca — mas, justamente naqueles dias, ele não havia estado em Tor. Lázaro, seu capataz, sim. Estaria Palanca por detrás da morte de Sansa?
Episódio 4: Episódio dedicado a Josep Montané, herdeiro da Casa Sansa, a família mais rica de Tor. Montané é também um dos dois caciques do povoado e grande inimigo de Palanca. Mas Sansa tem muitos outros adversários para além de Jordi Riba e seus capatazes. Entre eles, a sua própria família, aqui representada por Pepe.
Episódio 5: Nos anos 70, três moradores - Sansa, Sarroca e Peretona - arrendaram a montanha de Tor para que fosse feita uma estação de esqui, à revelia dos demais moradores. Ruben Castañer era o encarregado do projeto. Essa situação irritou Palanca e fez com que se acentuasse ainda mais a tensão entre os dois grupos.
Episódio 6: Ao se analisar um crime não solucionado, cabe revisitar os testemunhos e contrastar informações. Também é essencial determinar a data da morte. No primeiro momento, o juiz acreditou em Miquel Aguilera e o deixou em liberdade, o que, porém, não quer dizer, necessariamente, que ele tenha dito a verdade. A equipe da série tentou localizar Miquel Aguilera e analisar detalhadamente o testemunho de Antonio Gil José, que afirmava ter visto quando Mont e Marli haviam matado Sansa. Ele realmente os teria visto? O juiz não acreditou nele, mas isso tampouco significa, necessariamente, que ele não estivesse dizendo a verdade. O foco do episódio recai sobre o que o diretor Carles Porta conseguiu averiguar sobre o caso para além dos testemunhos já levantados.
Episódio 7: Seria Miquel Aguilera o assassino de Mallorca? Os contrabandistas que cruzavam Tor afirmavam que a rota dessa localidade era segura, mas não gratuita. Os dois caciques, Sansa e Palanca, queriam cobrar pedágio para autorizar a passagem por suas propriedades e o faziam por meio de seus capangas. Os grupos organizados, que contrabandeavam por ali grandes quantidades de tabaco, não tinham problemas para efetuar o pagamento, já que consideravam a taxa parte de seu negócio. Mas os contrabandistas independentes, que cruzavam o caminho sozinhos, por ter menos recursos, não podiam ou não queriam pagar. Ao cruzar Tor, deparavam-se com capatazes de pistola, como Miquel Aguilera, impedindo-lhes o passo. Teriam sido os contrabandistas a matar Sansa?
Episódio 8: São repassados os principais suspeitos aventados ao longo da série. O expectador é incumbido de decidir se tem provas suficientes para acusar alguém de ter cometido o assassinato de Sansa.

## Especiais
| No. | Título                         | Diretor                   | Roteirista | Exibição            | Audiência (milhões) |
| --- | ------------------------------ | ------------------------- | ---------- | ------------------- | ------------------- |
| 1   | "Entrevista a Carles Porta"    | Pol Izquierdo e Albert Om | -          | 17 de junho de 2024 | 331.000 (22,8%)     |
| 2   | "O fogo por detrás das chamas" | Ignasi Gisbert Puig       | -          | 25 de junho de 2024 | 153.000 (17,5%)     |

### Resumo dos especiais
Entrevista a Carles Porta: Albert Om conduz uma entrevista exclusiva com Carles Porta para perguntar-lhe aquilo que meia Catalunha ansiava saber. As incógnitas sobre a morte de Sansa, a aparição de novas pistas, o envolvimento de Carles Porta na história, o trabalho de toda uma vida. O epílogo de Tor foi uma conversa entre dois comunicadores de grande envergadura e apreciados pelo público da 3Cat, onde o diretor pôde explicar alguns detalhes não abordados ao longo da série.
O fogo por detrás das chamas: Focado nos detalhes e segredos da gravação, abordando desde a construção da maquete do povoado até a criação de uma trilha sonora para a série documental sobre os crimes de Tor.

### Recepção digital
No dia de sua estreia, Tor foi o programa mais visto na plataforma 3Cat, com quase 74.700 visualizações. Embora contasse, devido ao seu lançamento em 29 de abril, com apenas dois dias computáveis naquele mês, o episódio-piloto foi o vídeo mais visto da plataforma em abril, com 120.500 reproduções. Durante a primeira semana, o primeiro episódio acumulou mais de 312.000 reproduções em mais de 150.000 dispositivos únicos, sendo essa a melhor estreia da plataforma desde o seu lançamento, no final de outubro de 2023.
Foi o programa mais visto de maio no 3Cat, com mais de 1.580.000 reproduções em 342.000 dispositivos únicos.
Ao final da exibição dos oito capítulos, haviam sido acumuladas, em junho de 2024, mais de 3.144.000 reproduções. O primeiro episódio "Um cadáver em Tor", acumulava à época mais de 780.000 reproduções. Segundo dados da 3Cat, o índice normal de retenção de uma série na plataforma é de 50%; Tor conseguiu fidelizar 70% dos expectadores até o capítulo final.

## Programas radiofônicos
| No. | Título                                     | Publicação          |
| --- | ------------------------------------------ | ------------------- |
| 1   | "A morte do único dono"                    | 4 de junho de 2018  |
| 2   | "Em direção ao Vall Ferrera"               | 4 de junho de 2018  |
| 3   | "Os hippies"                               | 4 de junho de 2018  |
| 4   | "Há um morto na Casa Sansa"                | 4 de junho de 2018  |
| 5   | "Levantando o cadáver"                     | 4 de junho de 2018  |
| 6   | "Ninguém sabe de nada"                     | 11 de junho de 2018 |
| 7   | "Primeiros suspeitos"                      | 11 de junho de 2018 |
| 8   | "Absolvidos"                               | 11 de junho de 2018 |
| 9   | "Arranco sangue de onde quer que eu toque" | 11 de junho de 2018 |
| 10  | "Um jantar repleto de fumaça"              | 11 de junho de 2018 |
| 11  | "Topada com Lázaro"                        | 18 de junho de 2018 |
| 12  | "Convencer Palanca"                        | 18 de junho de 2018 |
| 13  | "Os mortos de 1980"                        | 18 de junho de 2018 |
| 14  | "Em Tor com Gil José"                      | 18 de junho de 2018 |
| 15  | "Apenas dúvidas"                           | 18 de junho de 2018 |
| 16  | "Finalmente, com Palanca em Tor"           | 25 de junho de 2018 |
| 17  | "Com Rosendo na casa do crime"             | 25 de junho de 2018 |
| 18  | "O bispado da Sé e o sobrinho de Sansa"    | 25 de junho de 2018 |
| 19  | "Ruben"                                    | 25 de junho de 2018 |
| 20  | "Onde há sangue, não se faz negócio"       | 25 de junho de 2018 |
| 21  | "Entrevistamos o advogado Hortal"          | 2 de julho de 2018  |
| 22  | "A incrível vida de Gil"                   | 2 de julho de 2018  |
| 23  | "Buscando Batallé"                         | 2 de julho de 2018  |
| 24  | "Depois da transmissão"                    | 2 de julho de 2018  |
| 25  | "A última sentença"                        | 2 de julho de 2018  |